# Kim thất
Kim thất hay còn gọi bầu đất (danh pháp khoa học: Gynura procumbens) là một loài thực vật có hoa trong họ Cúc. Loài này được (Lour.) Merr. mô tả khoa học đầu tiên năm 1923.
Cây thân cỏ, cao khoảng 1 m, thân màu tím mọng nước. Cuống lá, mặt sau lá màu tím, mặtt trên lá màu xanh đậm. Lá thuôn nhọn hai đầu, mép lá có răng cưa.